# Отечественные записки (современный журнал)
«Оте́чественные запи́ски» — российский литературный, общественно-политический, учёный («интеллектуальный») журнал, выходивший с 1992 по 1998, с 2001 по 2014 и с 2018 года по настоящее время в Москве, в котором рассматриваются различные проблемы развития современного общества, его культурной, литературной, политической и экономической жизни. Позиционирует себя как продолжателя одноимённого литературного журнала, выходившего в 1818—1884 годах.
Девиз 2001—2014: «Журнал для медленного чтения». Девиз с 2018 года: «Любить Отечество велит природа, Бог; А знать его — вот честь, достоинство и долг».

## История создания
Журнал был возрождён в 1992 году издателем Андреем Николаевичем Красильниковым. До 1998 года были изданы пять номеров журнала. Период 1992—1998 выпал из истории журнала по причине ошибки издателя, выпустившего журнал с присвоением ему книжного кода ISBN, в связи с чем издание не вошло в списки российской периодики. Содержание включало литературную часть, названия рубрик соответствовали названиям рубрик журнала в период издания его Николаем Некрасовым и Михаилом Салыковым-Щедриным.
9 октября 2001 года журнал зарегистрирован как СМИ с запланированной периодичностью выхода 6 раз в год. Первым издателем и главным редактором была Татьяна Малкина. Соредактороми в разные годы выступали Валерий Анашвили, Виталий Куренной, Дмитрий Волков. 23 августа 2006 года журнал был перерегистрирован. Новым издателем стал Вячеслав Аминов.
В 2008 году выпуск журнала был приостановлен.
В 2011 году журнал был вновь перерегистрирован и в 2012 году выпуск журнала возобновлён под патронажем Высшей школы экономики и Фонда «Отечественные записки».
С января 2015 года издание журнала приостановилось из-за прекращения финансирования.
В течение 2015 и начала 2016 года четверо сотрудников редакции 2011—2014 годов преприняли неудачную попытку возобновить финансирование журнала рядом московских ВУЗов.
С ноября 2016 года журнал перешёл в управление действующей редакции
В сентябре 2018 начал работу новый официальный сайт журнала, раскрывающий состав новой редакционной коллегии, нового редакционного совета и новую редакционную политику издания.
В ноябре 2018 года Решением Учёного совета Высшая школа экономики вышла из состава учредителей СМИ «Отечественные записки» и передала свои права Фонду «Отечественные записки».
В декабре 2018 года в Центральном Доме Литераторов г. Москвы состоялась торжественная церемония празднования 200-летия журнала и был представлен читателям Юбилейный номер журнала 1818—2018. В дополнение к тиражному номеру были изданы ровно 200 Коллекционных юбилейных номеров журнала, каждый из которых маркирован уникальным нестираемым номером.
С приходом новой редакции формат журнала изменился в сторону классической рубрикации журнала XIX столетия и добавлены новые рубрики. В журнал возвращена литературная часть, исключённая в период 2001—2014 годов. Активное участие в формировании литературной части принимает Союз писателей России.
В 2019 году издан один номер журнала.
В 2020 году изданы два номера журнала.
В номерах 2018, 2019 года и первого номера 2020 года направленность журнала указывалась как: «Литературный, просветительский, учёный».
Начиная со второго номера 2020 года, направленность журнала указывается как: «Литературный, политический, учёный».
Объём журнала увеличен до 440+ страниц и включает 16 постоянных рубрик.
1. Из истории журнала
2. Художественная словесность
3. Слово о войне
4. Литературно-художественная мысль
5. Культурная безопасность России
6. Русский язык и культура речи
7. История в истории (Юбилеи, Великие историки России, Мемории)
8. Военная история России
9. Родиноведение
10. Мир русской усадьбы
11. Русское зарубежье
12. Социально-экономическая и политическая мысль
13. Промышленность и сельское хозяйство
14. Современные хроники России
15. Искусства
16. Забытые авторы

## Редакция
1992—1998:
- Главный редактор — Андрей Красильников

2001—2014:
- Главный редактор — Татьяна Малкина
- Заместитель главного редактора — Галина Скрябина
- Шеф-редактор — Никита Соколов
- Ответственный секретарь — Екатерина Габриэлова
- Редакторы — Мария Муравьёва, Александр Щербаков, Дмитрий Карцев
- Редактор электронной версии — Антон Дьяченко

2018 — настоящее время:
- Главный редактор — Сергей Шулов

- Научный руководитель — Галина Аксенова

- Заместитель главного редактора, Руководитель отдела литературы — Алексей Шорохов

- Заместитель главного редактора, руководитель отдела военно-исторических исследований — Александр Простокишин
- Заместитель главного редактора по развитию и GR — Дмитрий Касаткин
- Музыкальный редактор — Семён Сон
- Заместитель главного редактора по связям с соотечественниками за рубежом — Евгений Анташкевич
- Заместитель главного редактора, руководитель военно-патриотического направления — Геннадий Черкасов
- Заместитель главного редактора — Дмитрий Поляков-Катин
- Заместитель главного редактора — Андрей Никитин
- Журналист, эксперт, интернет-специалист — Александр Огнивцев
- Дизайнер и разработчик дизайн-макета — Татьяна Пинталь
- Верстка, обработка иллюстраций — Андрей Копай-Гора
- Корректор — Надежда Кухарева

Редакционный совет 2001—2014:
- Симон Кордонский
- Виталий Лейбин
- Александр Ослон
- Вадим Радаев
- Кирилл Рогов
- Алёна Солнцева
- Григорий Томчин
- Александр Филлипов

## Основные направления и интересы
2001-2014 Как правило, бо́льшая часть статей в каждом номере журнала 2001—2014 посвящена единой теме (например, ценностям современного воспитания или природе коррупции, ксенофобия в многонациональном государстве или картине мира глазами россиянина). Редакция специально приглашает не журналистов, а экспертов, чтобы на страницах возникла дискуссия профессионалов, разносторонний анализ обсуждаемой проблемы.
2018, 2019, 2020 (1) — современная проза, поэзия, драматургия, труды и исследования учёных, краеведов, публицистов, экономистов преимущественно просветительского характера, архивные находки неиздававшихся произведений.
2020 (2) — современная проза, поэзия, драматургия, труды и исследования учёных, краеведов, публицистов, архивные находки неиздававшихся произведений, труды и исследования учёных, краеведов, публицистов, экономистов, анализ и оценки актуальных событий и вызовов современности.